# ジョン・E・エクスナー
ジョン・E・エクスナー（John E. Exner, Jr.、1928年 - 2006年2月20日）は、ニューヨーク州シラキュース出身のアメリカ合衆国の心理学者である。トリニティ大学で学士号と修士号を、1958年にはコーネル大学で臨床心理学のPh.D.を取得した。1968年から1969年にかけてアメリカ合衆国の平和部隊で、東アジア・太平洋、北アフリカ、近東、南アジア地域の長官を務めた。後にロングアイランド大学で教員になり、そこで1969年から1979年まで臨床実習の授業を行い、1984年に名誉教授となった。
エクスナーの名はロールシャッハ・テストで知られる。彼はノースカロライナ州アシュビルのロールシャッハワークショップの理事であった。30年以上ロールシャッハに尽力し、解釈のための標準化されたシステムを構築した。心理学において、エクスナー法は現在ではロールシャッハ・テストの標準的な解釈方法となっている。エクスナーの働きを通して、ロールシャッハ・テストはより有効な心理測定法となった。
生涯にわたる貢献により、1980年にブルーノ・クロッパー賞を受賞した。